# Calicotome
Calicotome é um género botânico pertencente à família Fabaceae.